# Blagovesjtjenskij kondakar
Blagovesjtjenskij kondakar (Nizjegorodskij kondakar) är ett stycke ur en kyrkoslavisk samling, som kom till i slutet av 1100- till början av 1200-talet. Det är en viktig källa för hur kyrkomusiken i Ryssland såg ut innan det mongoliska riket tog över.
Manuskriptet är skrivet på pergament, på sammanlagt 132 sidor, vilka finns bevarade i Odessa. De sista sidorna saknas, varför man inte känner till textens slut. Texten har tre eller fyra författare, som har skrivit texten i stycken. Manuskriptet är prytt med initialer, som är skrivna med bläck och cinnober.